# Indio (Kalifornija)
Indio je grad u američkoj saveznoj državi Kalifornija. Prema popisu stanovništva iz 2010. u njemu je živjelo 76.036 stanovnika.